# Mediterraneo (film, 1991)
Ne doit pas être confondu avec Mediterranea (film).
Pour la chanson de Joan Manuel Serrat, voir Mediterráneo
Pour plus de détails, voir Fiche technique et Distribution.
Mediterraneo est un film italien réalisé par Gabriele Salvatores en 1991. Le film a reçu trois prix David di Donatello en 1991 (meilleur film, meilleur montage et meilleure prise de son) ainsi que l'Oscar du meilleur film étranger en 1992.

## Synopsis
En 1941, durant la Seconde Guerre mondiale, huit soldats italiens réservistes sont débarqués en « territoire ennemi » sur Megísti, petite île grecque de la mer Méditerranée, chargés d'une mission « d'observation et de liaison », sous le commandement du lieutenant Montini. Ils se retrouvent bientôt livrés à eux-mêmes, privés de radio et de bateau et, petit-à-petit, tissent des rapports d'amitié, voire d'amour, avec la population locale ; celle-ci est composée uniquement de femmes, de vieillards, d'enfants, et d'un pope italianophone, les hommes ayant été déportés quelque temps auparavant, lors d'un raid allemand sur l'île...

## Fiche technique
- Titre original : Mediterraneo
- Réalisateur : Gabriele Salvatores
- Scénario : Enzo Monteleone (crédité Vincenzo Monteleone), d'après un sujet de celui-ci
- Musique : Giancarlo Bigazzi, Marco Falagiani (arrangée et dirigée par ce dernier)
- Directeur de la photographie : Italo Petriccione (it)
- Décors : Thalia Istikopoulou
- Costumes : Francesco Panni
- Son en prise directe : Tiziano Crotti
- Montage : Nino Baragli
- Producteurs : Mario et Vittorio Cecchi Gori (pour Penta Film S.p.A.) ;  Gianni Minervini (pour A.M.A. Film S.r.l.)
- Genre : Comédie dramatique
- Format : Couleur (en Telecolor)
- Durée : 86 minutes
- Dates de sorties :  Italie : 1991 /  France : 8 septembre 1993

## Distribution
- Diego Abatantuono : Le sergent Nicola Lorusso
- Claudio Bigagli : Le lieutenant Raffaele Montini
- Giuseppe Cederna : L'ordonnance Antonio Farina
- Claudio Bisio : Corrado Noventa
- Gigio Alberti (it) (crédité Luigi Alberti) : Le muletier Eliseo Strazzabosco
- Ugo Conti : Le radio Luciano Colasanti
- Memo Dini : Libero Munaron
- Vasco Mirandola : Felice Munaron
- Vána Bárba : Vassilissa
- Luigi Montini (it) : Le pope
- Irene Grazioli : La bergère
- Antonio Catania : Carmelo La Rosa

## Récompenses
- Trois Prix David di Donatello décernés en 1991, du meilleur film, du meilleur montage et de la meilleure prise de son ;
- Oscar du meilleur film étranger en 1992, décerné lors de la 64e cérémonie des Oscars.

## A propos du film
- Le navire italien nommé Garibaldi que l'on voit au début du film, est en fait le navire de débarquement Ypoploiarchos Roussen (L-164) de la Marine grecque (ex USN USS LSM-541, cédé par les États-Unis en 1958).